# Miroslav Gajdůšek (1974)
Miroslav Gajdůšek (* 23. září 1974) je bývalý český fotbalista.

## Fotbalová kariéra
V československé lize hrál za FC Vítkovice. Nastoupil v 1 ligovém utkání. Gól nedal.
Hrál také za Vratimov, Přerov, Kravaře, Velké Pavlovice a v Rakousku.

## Ligová bilance
| Ročník                                   | Zápasy | Góly | Klub         |
| ---------------------------------------- | ------ | ---- | ------------ |
| 1. československá fotbalová liga 1992/93 | 1      | 0    | FC Vítkovice |
| CELKEM 1. liga                           | 1      | 0    |              |